# Lustenau
Lustenau (německy  ˈlʊstəˌnaʊ̯), je rakouské město v okrese Dornbirn ve spolkové zemi Vorarlbersko. Leží v nadmořské výšce 404 m, 13 km jihozápadně od hlavního města Vorarlberska Bregenz. Žije zde přibližně 24 tisíc obyvatel a je čtvrtým největším sídlem Vorarlberska.

## Významné osobnosti

### Rodáci
- Stephanie Hollensteinová (1886–1944), malířka
- Eva Schmidtová (* 1952), spisovatelka
- Marc Girardelli (* 1963), lyžař